# Tro
Tro est une localité du comté de Nordland, en Norvège.

## Géographie
Administrativement, Tro fait partie de la kommune d'Alstahaug. Le village est situé au sud de l'île de Rødøya.
L'île est connue pour les pétroglyphes des peuples préhistoriques qui vécurent sur l'île. Ceux qui furent trouvés près de Tro ont été utilisés comme arrière-plan lors des Jeux olympiques d'hiver de 1994 à Lillehammer.

## Galerie

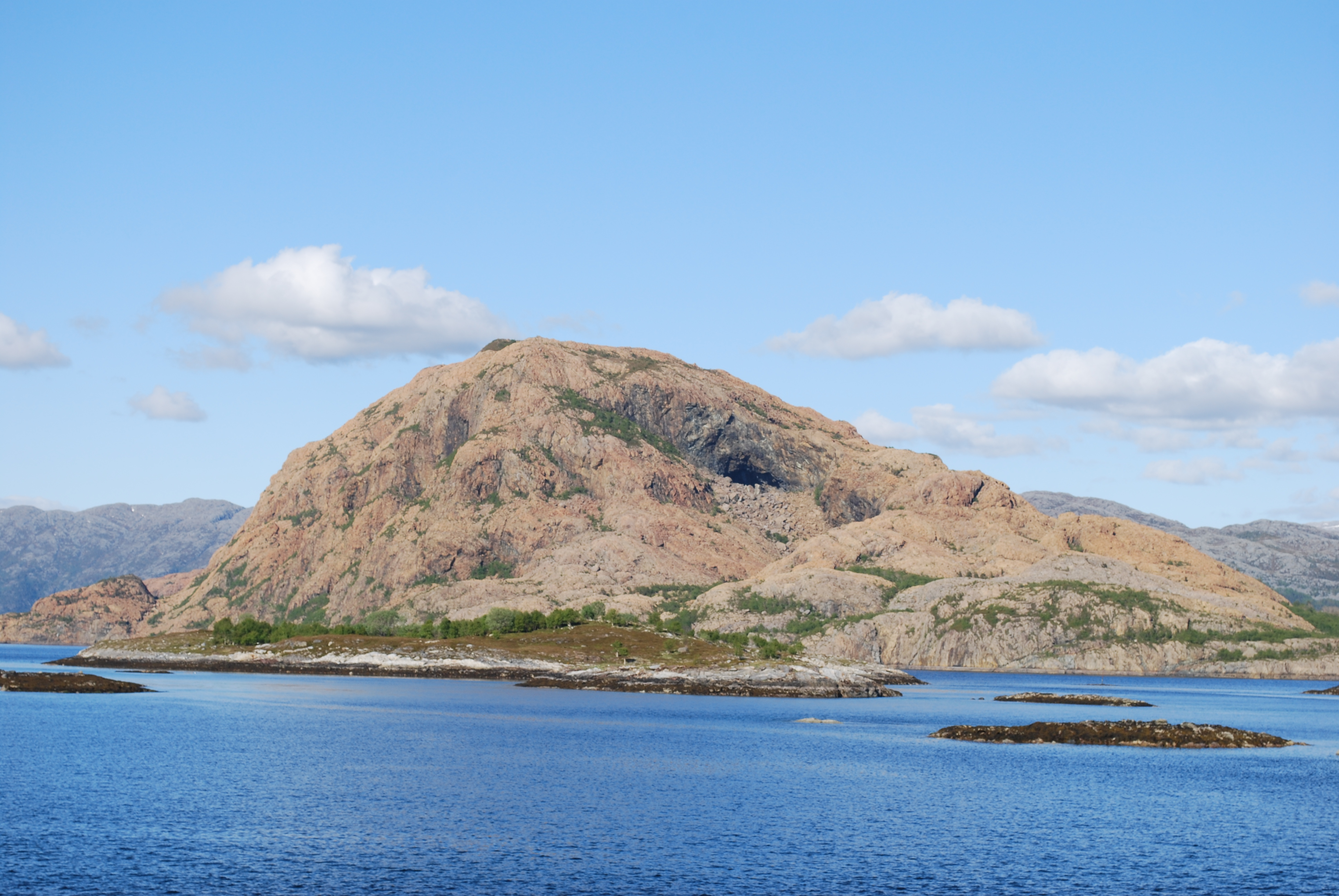
Montagne près de Tro
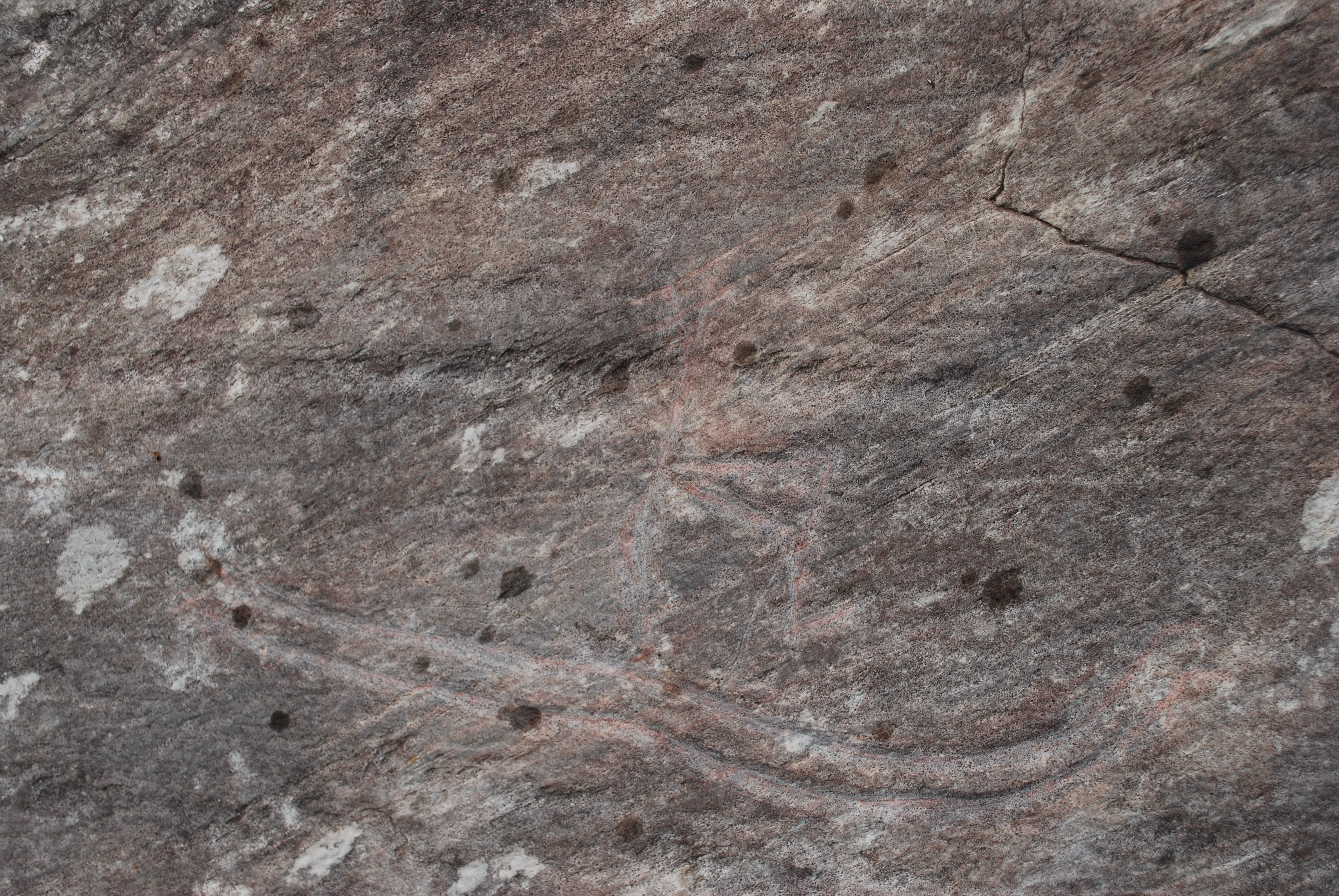
Pétroglyphe « Le skieur »